# Black Hole (fumetto)
Black Hole è un fumetto di genere alternativo, prodotto in una miniserie di dodici numeri, scritto e illustrato da Charles Burns. In Italia il fumetto completo è stato pubblicato dalla casa editrice Coconino Press nel 2007.
La storia si sviluppa attorno alle vicende di alcuni adolescenti e alle conseguenze di una malattia a trasmissione sessuale che provoca loro delle mutazioni che ne deformano il corpo.

## Storia editoriale
Il comic book è stato pubblicato come serie limitata in dodici pubblicazioni tra il 1995 al 2005. I primi quattro numeri sono stati rilasciati dalla Kitchen Sink Press; dopo che la Kitchen Sink ha cessato l'attività, Fantagraphics ha ripubblicato i primi quattro numeri e i restanti otto. Un volume cartonato è stato pubblicato da Pantheon Books nel 2005. Questa edizione, tuttavia, manca di molte pagine che sono state incluse nella prima pubblicazione, considerate da alcuni critici essenziali.

## Trama
Ambientato nella periferia di Seattle durante la metà degli anni settanta, la vicenda ruota attorno a un gruppo di adolescenti per lo più della classe media americana che, durante l'estate, contraggono una malattia sessualmente trasmissibile misteriosa conosciuta come "Bug" o "piaga adolescenziale", che causa loro bizzarre mutazioni fisiche trasformandoli in emarginati sociali.
La storia si concentra principalmente su quattro personaggi centrali - Chris, Rob, Keith ed Eliza - alternandosi tra le esperienze di come contraggono la malattia e quindi con chi ognuno di loro viene in contatto. Dopo una introduzione che descrive il contesto, la storia inizia con Chris che contrae la malattia per via di Rob, un ragazzo popolare della scuola. A causa di un tentativo fallito di avvertirla della sua condizione, Chris non è a conoscenza che Rob è stato infettato fino a quando stanno già consumando il rapporto sessuale. Chris sente subito di essere stata ingannata e smette di parlare con Rob per qualche tempo. Nel frattempo Keith contrae la malattia da Eliza, una donna che incontra a casa di un amico da cui si era recato per acquistare della cannabis. Anche se non palesemente, Keith sembra ignorare che la mutazione di Eliza (una coda) sia in realtà una malattia che può contrarre a sua volta. Il giovane non discuterà mai della malattia con Eliza, anche dopo averla contratta.
Nel frattempo, molti altri ragazzi della città hanno contratto la malattia, e molti di loro cercano di isolarsi dalla società a causa della gravità delle loro mutazioni e di costruire un accampamento nei boschi fuori città. Chris e Rob infine rinnovano la loro amicizia, che culmina con Chris che scappa di casa verso l'accampamento nel bosco. Rob, tuttavia, continua a vivere con i suoi genitori e frequenta la scuola, facendo visita a Chris ogni giorno presso l'accampamento. Allo stesso tempo, Keith ed Eliza sembrano allontanarsi per un po'. Fondamentale presso l'accampamento è un bivacco conosciuto come "la fossa" che Chris evita in ogni modo. Più tardi, Rob scompare e Chris comincia ad andare alla "fossa", dove incontra Keith che tutti i giorni porta rifornimenti per gli altri ragazzi. Keith prende in simpatia Chris e si offre di lasciare il suo soggiorno in una tract-house che egli sta guardando mentre i suoi proprietari sono in vacanza. Chris alla fine invita alcuni degli altri ragazzi che frequentano la "fossa" a rimanere nella casa che distruggeranno a danno di Keith. Alla fine Keith ed Eliza si riappacificano e Chris scopre il destino di Rob. La vicenda si conclude coi restanti protagonisti che lasciano la casa e la città stessa.
Burns ha affermato che le mutazioni possono essere lette come una metafora dell'adolescenza, della scoperta della sessualità e della transizione verso l'età adulta.

## Edizione italiana
In Italia il fumetto è stato edito dalla casa editrice Coconino Presso (ISBN 978-88-7618-089-7) nel 2007 con traduzione di E. Fattoretto.

## Riconoscimenti e critica
Black Hole ha vinto il premio Harvey Award Best Graphic Album of Previously Published Work mentre Burns ha vinto le edizioni 1998, 1999, 2001, 2002, 2004, 2005 e 2006 dell'Harvey Award come miglior illustratore sempre per Black Hole. La serie ha anche vinto un premio Ignatz Award (Outstanding Anthology or Collection). Nel 2007 è stato vincitore dell'"Essentials of Angoulême" award. È stato votato terzo miglior comic book straniero pubblicato in Giappone da Gaiman Award.
Unanime è la critica nel definire Black Hole come uno dei più importanti graphic novel mai pubblicati. Collegando horror e sessualità, Burns porta alle estreme conseguenze le difficoltà legate alla scoperta del corpo altrui, in un percorso che rimanda a quelli del regista canadese David Cronenberg. La gravita del male, l'esclusione crescente subita dalle vittime si manifestano attraverso un'atmosfera di palpabile frenesia sessuale, accentuate da un disegno in bianco e nero fortemente contrastanti.

## Adattamento cinematografico
Nel novembre 2005, il Comics Journal ha riportato che Black Hole sarà adattato a film dal regista francese Alexandre Aja (Alta tensione). Nel marzo 2006, il sito di notizie sui fumetti Newsarama ha riferito che Neil Gaiman e il co-sceneggiatore di Pulp Fiction Roger Avary starebbero adattando la sceneggiatura; nel maggio 2006 Gaiman ha confermato in una intervista al magazine TIME.
Nel febbraio 2008, Variety ha riportato che il film sarà prodotto da Paramount Pictures e diretto dal candidato all'Oscar David Fincher (SE7EN, Fight Club, Il curioso caso di Benjamin Button). Neil Gaiman e Roger Avary hanno lasciato ufficialmente la produzione del film, riportando che il loro script non verrà utilizzato. Non si sa che sarà presa in consegna il processo di scrittura. Nel mese di agosto del 2010, David Fincher ha rimosso anche il suo nome dalla produzione del film, al fine di concentrarsi maggiormente sulla regia della trilogia di The Girl with the Dragon Tattoo (Millennium - Uomini che odiano le donne) tuttavia, a ottobre 2013 è stato ancora una volta ricollegato alla direzione di Black Hole.
Il regista Rupert Sanders ha rilasciato un breve riadattamento live-action di Black Hole sul suo sito web come parte del suo passo per il progetto. Sono presenti gli attori Chris Marquette, Whitney Able, Diane Gaeta, Noel Fisher, e Nate Mooney. Il corto può essere visualizzato sul sito di Sanders.